# 어영차 바다야
어영차 바다야는 목포문화방송의 교양 프로그램이다. 해당 프로그램은 여수문화방송에서도 매주 화요일 오후 4시에 편성되기도 한다.

## 편성 시간
- 목포문화방송 : 매주 일요일 오전 8시 5분
- 여수문화방송 : 매주 화요일 오후 4시
- MBC NET : 매주 토요일 오전 9시
- 추가 편성 : 국회방송, OBS경인TV

## 출연진
- 진행 : 오정해
- 작가 : 오수현, 윤현정
- 연출 : 김윤상, 안윤석, 홍성호